# Stare Dębno
Stare Dębno (do 1945 r. niem. Damen) – wieś sołecka w Polsce położona w województwie zachodniopomorskim, w powiecie białogardzkim, w gminie Tychowo. W latach 1975–1998 wieś należała do woj. koszalińskiego. Według danych UM, na dzień 31 grudnia 2014 roku wieś miała 182 stałych mieszkańców.
Osady wchodzące w skład sołectwa: Nowe Dębno oraz Rudno.

## Geografia
Wieś leży w odległości ok. 9 km na południowy zachód od Tychowa, przy drodze wojewódzkiej nr 167, w pobliżu rzeki Parsęty.

## Toponimia
Nazwa wsi wskazuje na pochodzenie z łużyckiego i oznacza drzewo dąb.

## Historia
Stare lenno rodziny von Kleist (Kleszczów), wzmiankowane w dokumentach już w 1523 r. W XVII wieku posiadłość w części znalazła się w rękach rodziny von Rowen, później von Köppern i von Bohlen. Od 1790 r. ponownie w całości należy do rodziny von Kleist. W spisie majątków ziemskich z 1884 roku Stare Dębno figuruje jako współwłasność von Kleistów ze Smęcina i von Kleistów-Retzow z Tychowa, którzy od początków XX wieku stali się jedynymi właścicielami.

## Zabytki

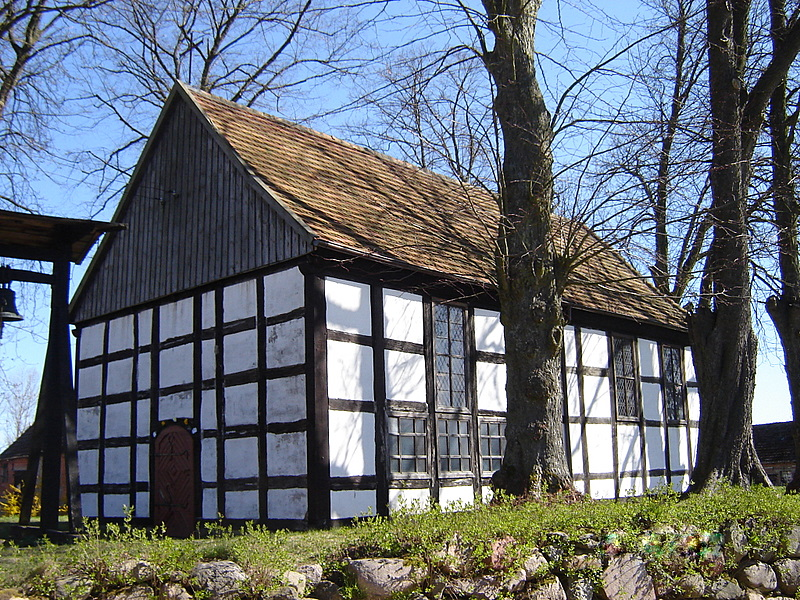
Kościół pw. św. Szczepana

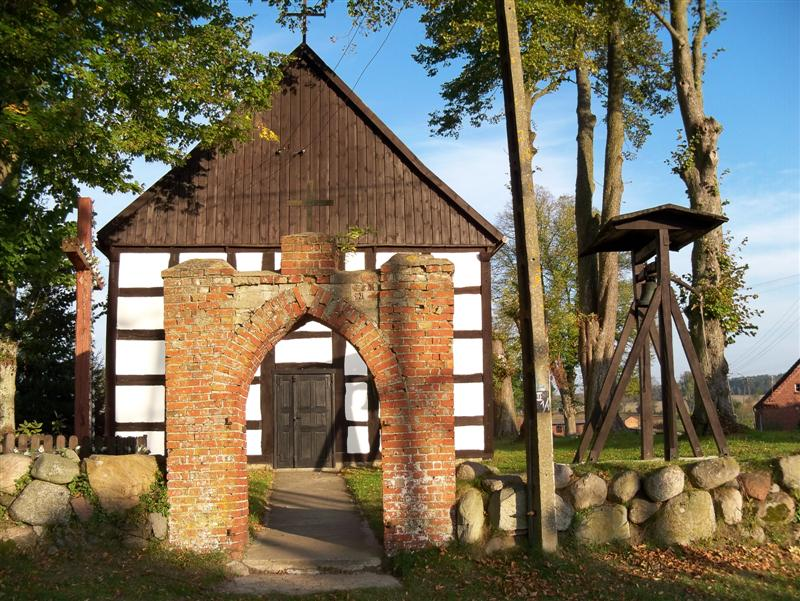
Kościół pw. św. Szczepana, dzwonnica

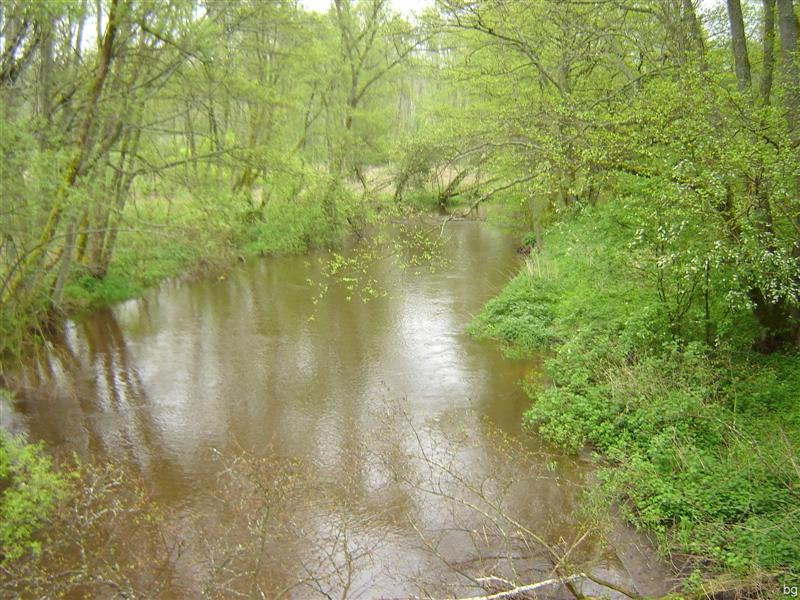
Parsęta z mostu pod Starym Dębnem

Do wojewódzkiego rejestru zabytków wpisany jest:
- kościół ewangelicki, obecnie pod wezwaniem św. Szczepana, szachulcowy z XVIII wieku, zrekonstruowany w 1993 r. Kościół filialny, rzymskokatolicki, należący do parafii pw. MB Wspomożenia Wiernych w Tychowie, dekanatu Białogard, diecezji koszalińsko-kołobrzeskiej, metropolii szczecińsko-kamieńskiej. Świątynia bogato wyposażona: barokowa ambona, płyta nagrobna w podłodze kościoła[7], późnogotycki tryptyk[8]. Kościół otoczony jest kamiennym murkiem.

Inne zabytki:
- założenia parkowo-pałacowe z końca XIX wieku zlokalizowane na północ od wsi. Pierwotne był dwór, po którym widoczne są tylko ślady fundament. Z pierwotnego założenia zachowały się zabudowania gospodarcze - murowane obory, budynek gospodarczy. Park o pow. 1,5 ha i charakterze leśnym, oddzielony od zabudowań kanałem łączącym się z rzeką Parsętą.
- grodzisko z IX-XIV wieku, znajduje się 200 m na południowy wschód od byłego PGR na nizinnym stożkowym wzniesieniu o wysokości 7 m.

## Komunikacja
W miejscowości znajduje się przystanek komunikacji autobusowej.